# 1916 en musique
| \| • Retour à la chronologie générale de la musique populaire • \| |
| XXIe siècle • XXe siècle • XIXe siècle • XVIIIe siècle XVIIe siècle • XVIe siècle • XVe siècle • XIVe siècle XIIIe siècle • XIIe siècle • XIe siècle • Xe siècle IXe siècle • VIIIe siècle • Haut Moyen Âge • Rome • Grèce |
| • Retour à la chronologie générale de la musique populaire • |

| • Retour à la chronologie générale de la musique populaire • |

| Années de la musique populaire : 1913 - 1914 - 1915 - 1916 - 1917 - 1918 - 1919    |
| Décennies de la musique populaire : 1880 - 1890 - 1900 - 1910 - 1920 - 1930 - 1940 |

Cet article présente les faits marquants de l'année 1916 en musique.

## Évènements et œuvres
- 28 mars : See America First, premier spectacle de Cole Porter.
- Avril : Scott Joplin enregistre quelques-unes de ces compositions sur piano reproducteur, dont The Entertainer et Maple Leaf Rag[1].
- Septembre : L’Original Dixieland Jazz Band, créé par le cornettiste James « Nick » La Rocca à Chicago.
- W. C. Handy publie la partition de Beale Street Blues[2].
- Haydn Wood et Frederic Weatherly écrivent Roses of Picardy.
- Gerardo Matos Rodríguez compose le tango La cumparsita.
- Manuel Penella compose le paso doble El gato montés.
- Adolphe Bérard interprète Le Train fatal, chanson de Charles-Louis Pothier et Charles Borel-Clerc.
- Billy Murray enregistre Dixie en duo avec Ada Jones.
- Création de Brunswick Records.
- 27 novembre : enregistrement de la première chanson de samba, Pelo Telefone.

## Naissances
- 16 avril : Gambar Huseynli, compositeur azerbaïdjanais († 1er août 1961).
- 17 mai : Paul Quinichette, saxophoniste de jazz américain († 25 mai 1983).
- 15 juin : Francis Lopez, compositeur français († 5 janvier 1995).
- 24 août : Léo Ferré, auteur-compositeur-interprète français († 14 juillet 1993).
- 3 décembre : Rabon Delmore, chanteur de country américain, membre du duo The Delmore Brothers († 4 décembre 1952).
- 16 décembre : Jean Carignan, violoneux québécois († 16 février 1988).
- 25 décembre : Oscar Moore, pianiste de jazz américain († 8 octobre 1981).

## Principaux décès
- 28 décembre : Eduard Strauss, compositeur de valses et polkas autrichien